# Kirin Cup 2011
Kirin Cup 2011 – trzydziesta pierwsza edycja pucharu Kirin Cup. Odbyła się w dniach 1–7 czerwca 2011 roku w Japonii.

## Mecze
Wyniki spotkań:
- 1 czerwca 2011        Japonia 0:0 Peru[1]
- 4 czerwca 2011        Czechy 0:0 Peru[2]
- 7 czerwca 2011        Japonia 0:0 Czechy[3]

## Tabela końcowa
Tabela końcowa turnieju:
| Reprezentacja | L.m. | Z-R-P | BZ-BS | Punkty |
| ------------- | ---- | ----- | ----- | ------ |
| Peru          | 2    | 0-2-0 | 0:0   | 2      |
| Japonia       | 2    | 0-2-0 | 0:0   | 2      |
| Czechy        | 2    | 0-2-0 | 0:0   | 2      |

Wszystkie zespoły bezbramkowo zremisowały ze sobą, więc zwycięzcami zostały wszystkie reprezentacje.